# Brachymeria femorata
Brachymeria femorata är en stekelart som först beskrevs av Georg Wolfgang Franz Panzer 1801.  Brachymeria femorata ingår i släktet Brachymeria och familjen bredlårsteklar. Arten är reproducerande i Sverige. Inga underarter finns listade.